# Pomnik Franciszka Kleeberga w Kocku
Pomnik Franciszka Kleeberga w Kocku – założenie parkowo-pomnikowe, w tym całopostaciowy pomnik generała Franciszka Kleeberga nadnaturalnej wielkości, zlokalizowany w parku przy skrzyżowaniu ulic Kleeberga i Łukowskiej w północnej części Kocka. Upamiętnia dowódcę ostatniej bitwy żołnierzy polskich podczas kampanii wrześniowej w 1939.

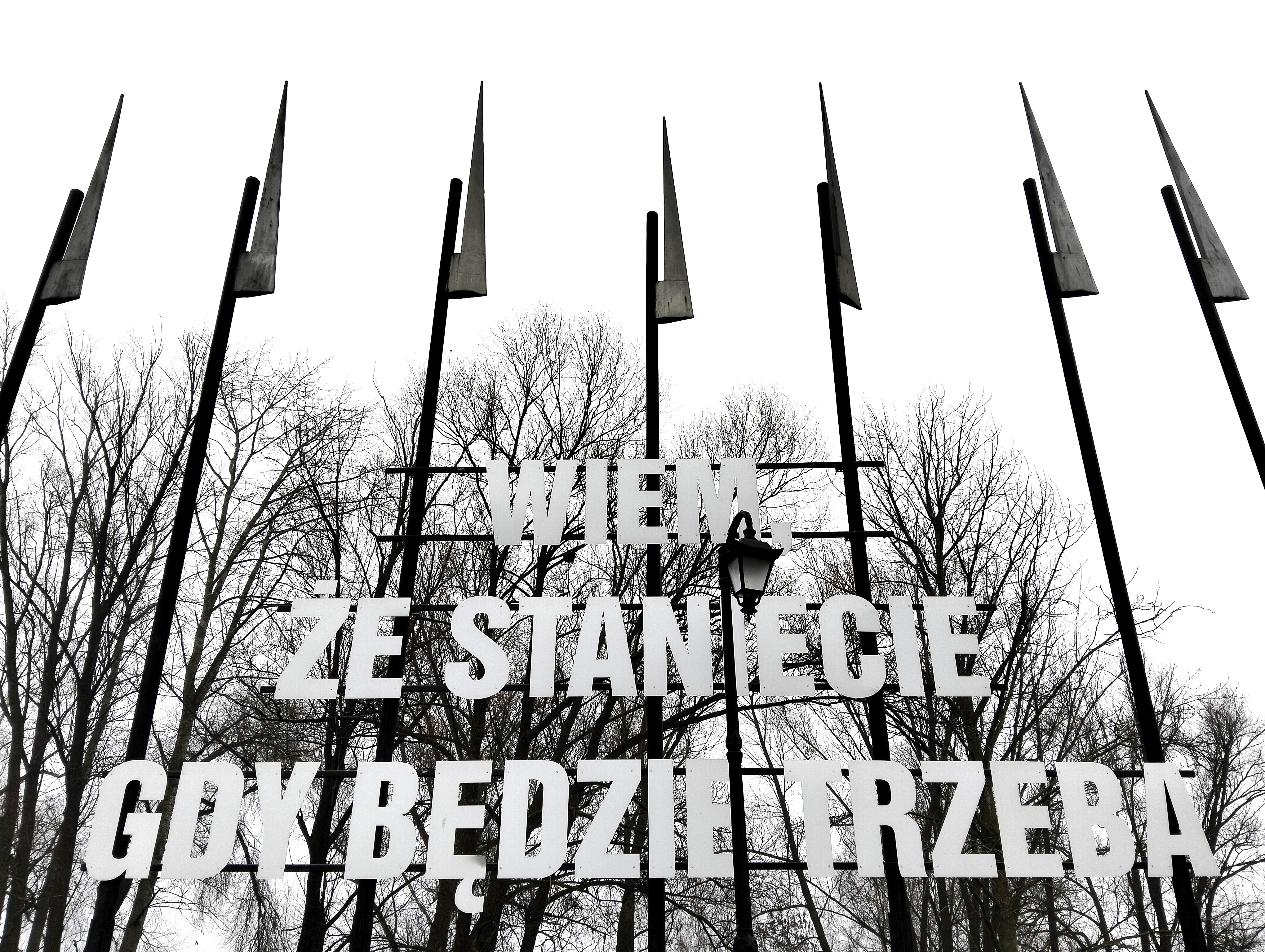
Hasło

Granitowy pomnik jest autorstwa Kazimierza Danilewicza. Osłonięto go w 1980. Postać generała ustawiono w ten sposób, by twarz postaci zwrócona była w stronę dawnego pola walki pod Kockiem. Obiekt odsłonięto w 41. rocznicę bitwy. W 2019 tereny parkowe wokół monumentu poddano rewitalizacji, m.in. zamontowano 21 tablic pamiątkowych chodnikowych, cztery główne i cztery przy schodach. Zamontowano tez oświetlenie i urządzenia rekreacyjne, zbudowano małą architekturę i poddano renowacji zbiornik wodny.
Przy pomniku corocznie odbywają się uroczystości upamiętniające wydarzenia bitewne z 1939.
W pobliżu pomnika znajduje się cmentarz wojenny, gdzie spoczywają żołnierze Samodzielnej Grupy Operacyjnej "Polesie", biorącej udział w bitwie pod Kockiem, w tym (od 1969) generał Kleeberg.

## Galeria

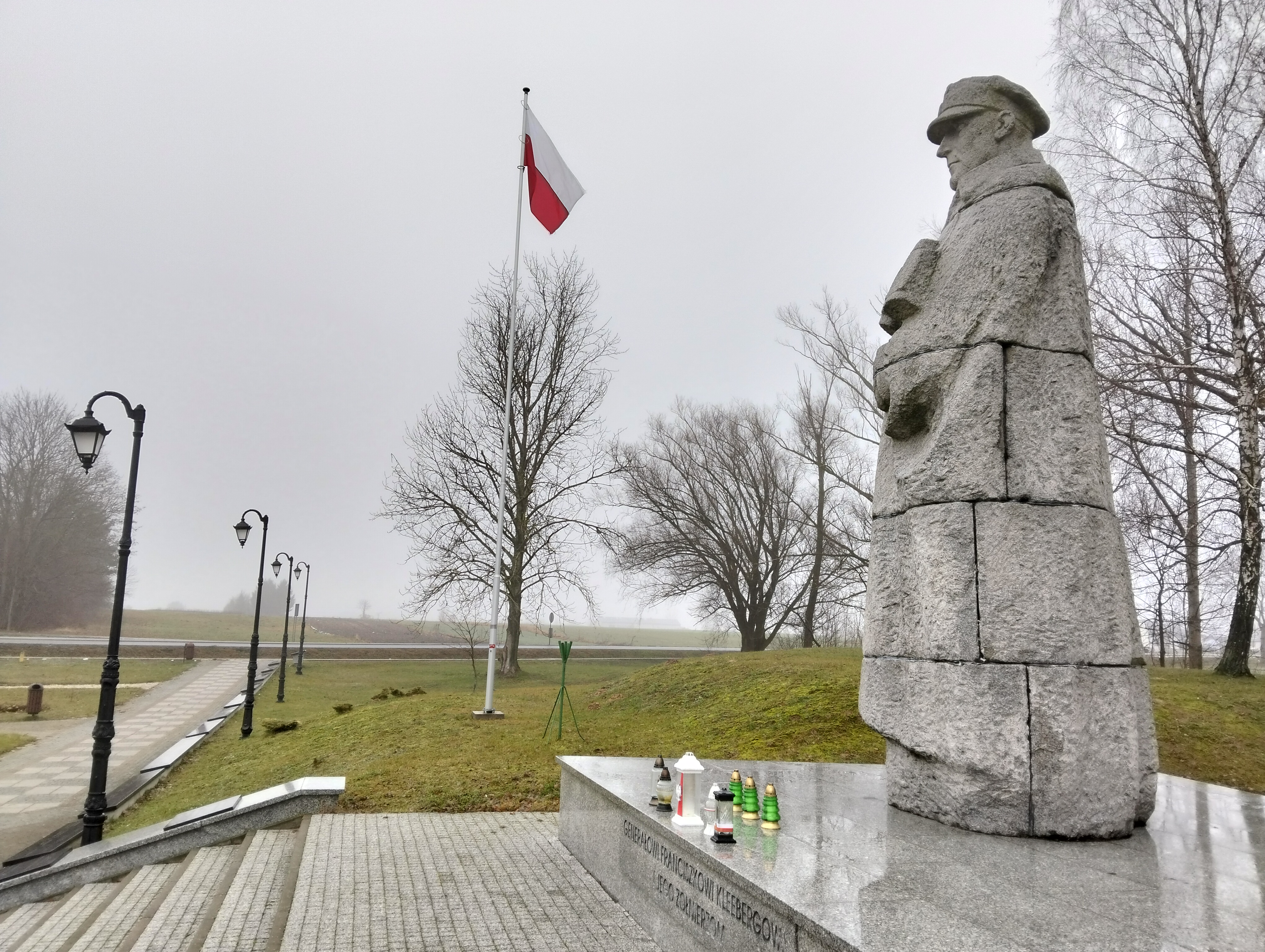
Widok na pole bitwy
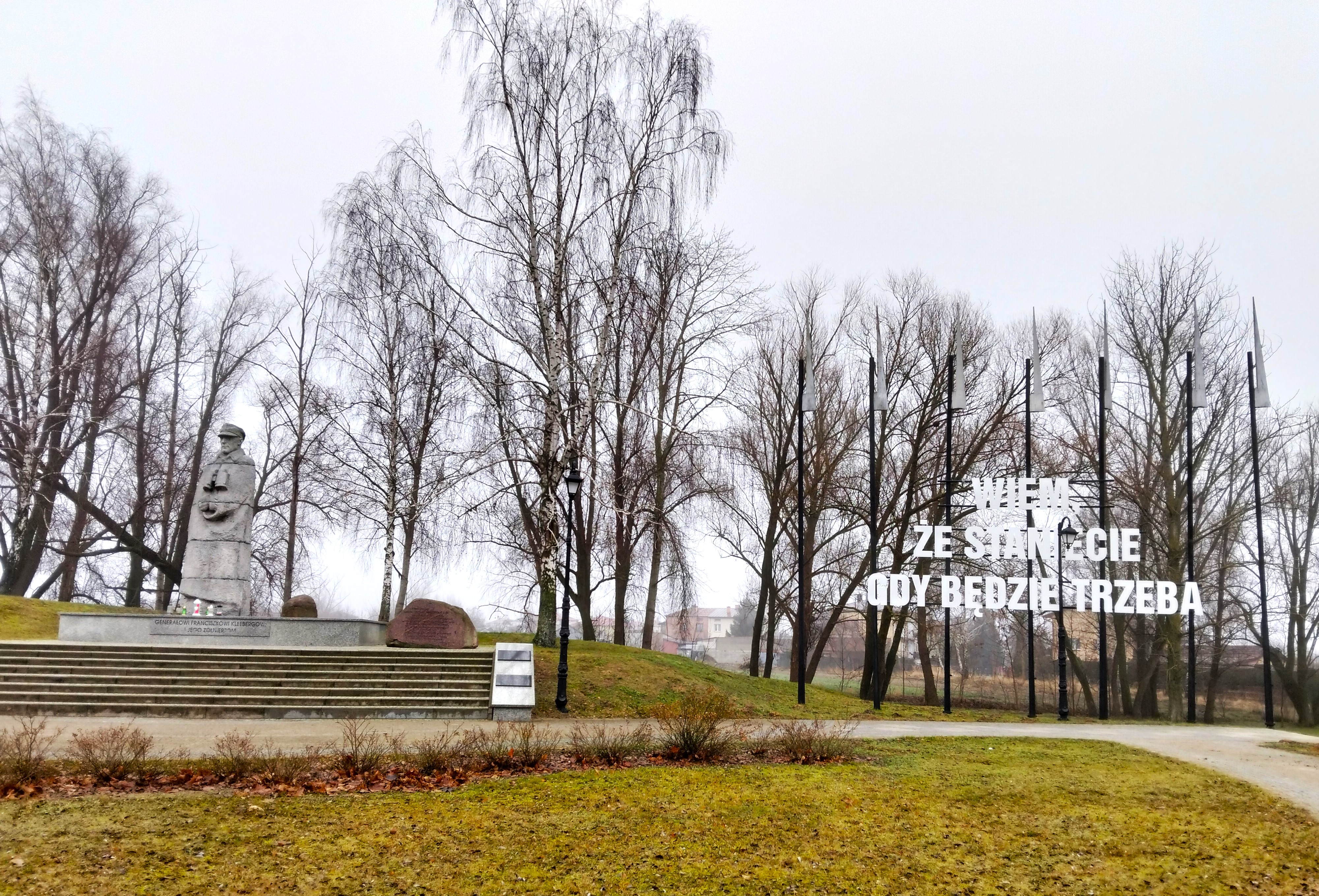
Całość założenia
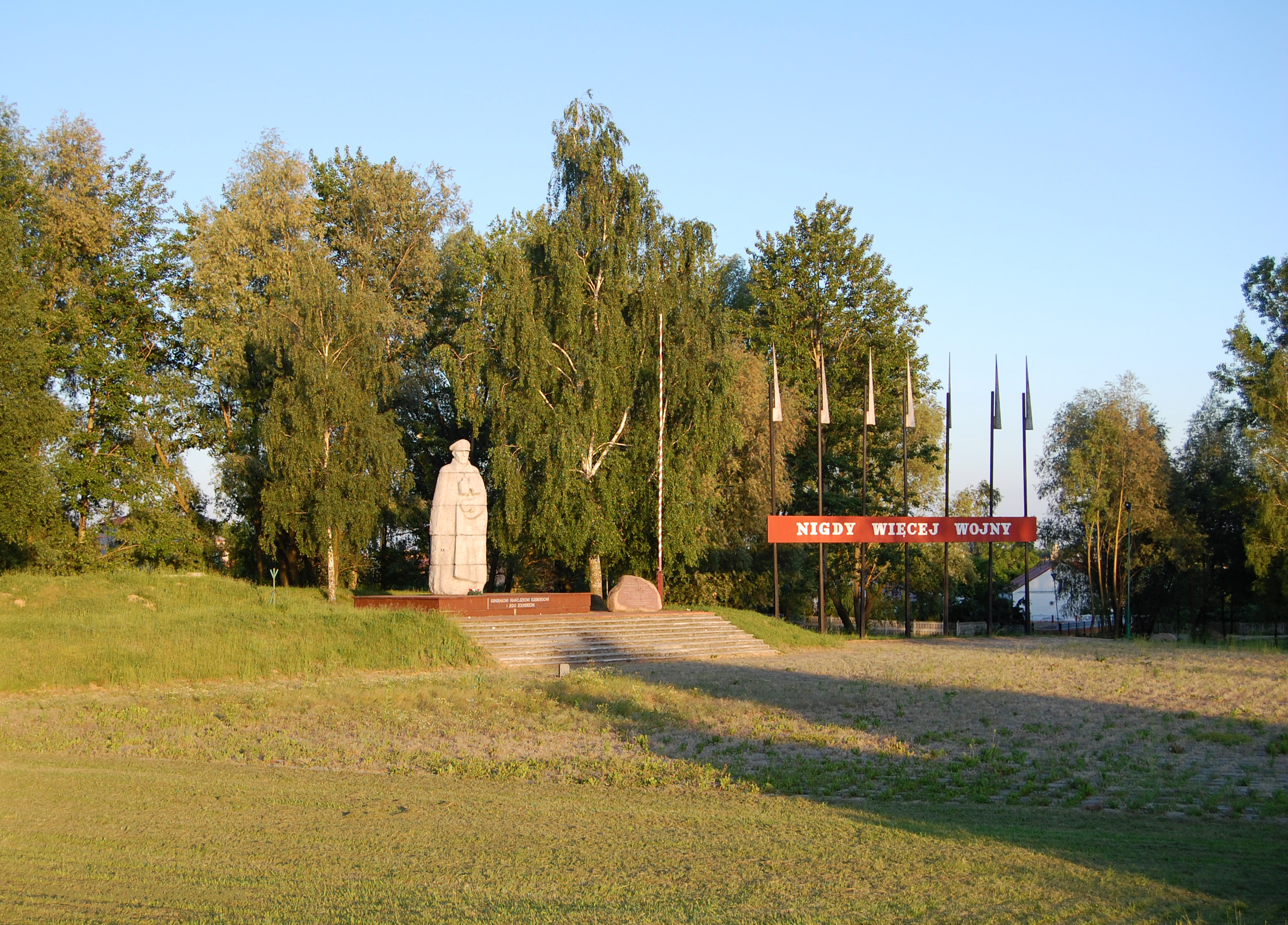
Pomnik przed 2019